# Albert Rosin Harson
Albert August (Rosin) Harson (født 29. maj 2002) er en dansk skuespiller.
Albert Harson har spillet skuespil, siden han var 11 år, og fik sit gennembrud for sine optrædener som drengen Lasse i tv-julekalendrene Tinkas juleeventyr (2017), Tinka og Kongespillet (2019) og Tinka og sjælens spejl (2022). Han har også været med i serien Natten til Lørdag, som blev sendt på DR3 (2019).
Harson deltog i 2020 i sæson 17 af Vild med dans. Han dansede med den professionelle danser Jenna Bagge. Parret indtog andenpladsen.

## Privat
Albert Harson er vokset op på Christianshavn, og bor i dag i Carlsbergbyen (København V), med sin hustru Jenna Bagge.
I juni 2024 afslørede parret, at de ventede barn.

De blev gift den 20. juli 2024. Den 6. december 2024 blev deres søn, William, født.

## Filmografi

### Film
| År   | Film                    | Rolle  | Andre noter |
| ---- | ----------------------- | ------ | ----------- |
| 2014 | Krummerne - alt på spil | Anton  |             |
| 2014 | Fasandræberne           | Stemme |             |
| 2018 | Oktoberdreng            | Boas   | Kortfilm    |
| 2023 | Jomfruer fra rummet     | Gustav |             |
| 2024 | Ripple                  | Rex    |             |

### Tv-serier
| År   | Tv-serie               | Rolle          | Andre noter            |
| ---- | ---------------------- | -------------- | ---------------------- |
| 2015 | Panisk Påske           | Rune           | Påskeserie på DR Ultra |
| 2017 | Tinkas juleeventyr     | Lasse          | Julekalender           |
| 2019 | Natten til lørdag      | Karl           |                        |
| 2019 | Tinka og Kongespillet  | Lasse          | Julekalender           |
| 2020 | Sommerdahl             | Jonas Andersen | Afsnit 7-8             |
| 2020 | Vild med dans          | Sig selv       | sæson 17               |
| 2022 | Tinka og Sjælens spejl | Lasse          | Julekalender           |